# Микешин Михайло Йосипович

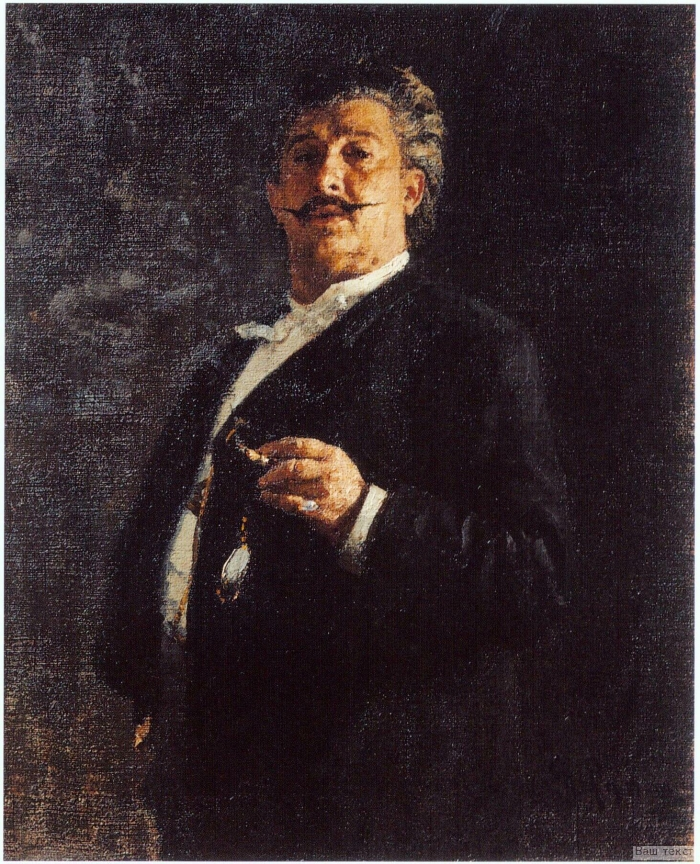
Портрет роботи Іллі Рєпіна, 1888

Миха́йло Йо́сипович Мике́шин (нар. 9 (21) лютого 1835, Максимково, Рославльський повіт, Смоленська губернія, Російська імперія (нині Климовицький район Могильовської області, Білорусь) — пом. 19 (31) січня 1896, Санкт-Петербург, Російська імперія) — російський художник і скульптор білоруського походження, автор ряду видатних пам'яток у великих містах Російської імперії.

## Життєпис
Народився 9 (21) лютого 1835 в селі Максимково Смоленської губернії поблизу Рославля.
Навчався в Смоленську у місцевого іконописця.
У 1852 вступив до Академії мистецтв, де навчався по класу батального живопису під керівництвом Б. П. Віллевальде. У 1858 з відзнакою закінчив Академію, отримавши велику золоту медаль за картину «В'їзд Тіллі в Магдебург». Романтичне трактування патріотичних тем принесла йому увагу царської сім'ї та Микешин був запрошений навчати малюванню великих княжен. Попри те, що Микешин був, перш за все, баталістом, представлений ним проект пам'ятника Тисячоліття Росії в Новгороді переміг на конкурсі (1859) і був прийнятий до виконання. Для того, щоб керувати виконанням проекту, Микешин вивчав скульптурну техніку у І. М. Шредера.
У результаті Микешин отримав безліч подібних замовлень. Створені за його проектами пам'ятники Кузьмі Мініну в Нижньому Новгороді, Олександру II в Ростові-на-Дону стали ілюстрацією офіційної формули «самодержавство-православ'я-народність». 
Окрема сторінка - споруджений за кошти громади та за ініціативи М.А. Аркаса пам'ятник адміралу Грейгу в Миколаєві на перехресті вулиць Соборної та Адміральської (21 травня 1873) (автор проєкту - М.Й. Микешин, скульптор - О.М.Опєкушин). Скульптура була повернута в сторону річки Інгул, тому що на той час там розташовувався головний в'їзд до міста. В 1922 році більшовицька влада демонтувала пам'ятник залишивши при цьому постамент на котрий згодом встановили пам'ятник В. І. Леніну. Під час німецько-радянської війни його було зруйновано. У 1947 році на тому ж постаменті звели другий пам'ятник Леніну. Однак, після завершення будівництва масивної будівлі обкому Компартії (нинішнього будинку міськвиконкому) цей пам'ятник поруч з нею виявився занадто дрібним, тому 27 жовтня 1957 року був зведений третій пам'ятник Леніну на іншому постаменті. Він був знесений миколаївцями 22 лютого 2014 року. Сам же пам'ятник Грейгу поставили у подвір'ї Костьолу, а після війни переплавили.
Небагато микешинських пам'ятників пережили роки радянської влади. Серед них — пам'ятник Катерині II в Санкт-Петербурзі (1873), пам'ятник М. Ю. Лермонтову, Богдану Хмельницькому у Києві (1888), Єрмаку в Новочеркаську (1904) і вже згаданий пам'ятник тисячоліття Росії в Новгороді. Проекти Микешина перемагали і в міжнародних конкурсах (наприклад, пам'ятник Педру IV в Лісабоні). У 1876—1878 роках Микешин редагував сатиричний журнал «Бджола». Він друкував там свої карикатури і публікував ілюстрації до творів М. В. Гоголя і Т. Г. Шевченка. У 1892 р. разом з Ф. Ф. фон-Каналош-Лефлером, майбутнім головою, М. О. Микешин став одним із головних засновників першого офіційно визнаного Урядом (МВС) товариства есперантистів «Espero» («Надія») в Санкт-Петербурзі. Це товариство відіграло важливу роль у поширенні есперанто в Росії.
Помер 31 січня 1896 в Санкт-Петербурзі. Похований на Нікольському цвинтарі Олександро-Невської Лаври.

## Мікешин і Шевченко
Познайомився з Шевченком в 1858 в Петербурзі, часто зустрічався з ним, ілюстрував «Кобзар», створив скульптурні портрети Шевченка. Багато зробив для увічнення пам'яті Шевченка: опублікував кілька матеріалів про нього в журналі «Бджола», У 1890-х рр. разом із Д. Менделєєвим, І. Рєпіним та іншими діячами культури заснував у Петербурзі «Товариство імені Тараса Шевченка» для допомоги петербурзьким студентам — вихідцям з України. Микешин зберіг відомий «Портрет Ликери Полусмакової» — малюнок, на якому Тарас Шевченко зобразив свою останню кохану. Напис на звороті портрета підтверджує, що це є той самий малюнок, про який писав М. Й. Мікешин у своїх спогадах:
|                                                                                              | Он [Шевченко]... хотел изорвать очень мило набросанный им портрет своей неверной «любы»; но я портрет этот у него отнял и храню его доселе. |
| — «Кобзарь з додатком споминок про Шевченка Костомарова и Микешина», Прага, 1876, стор. XXII | |

## Галерея

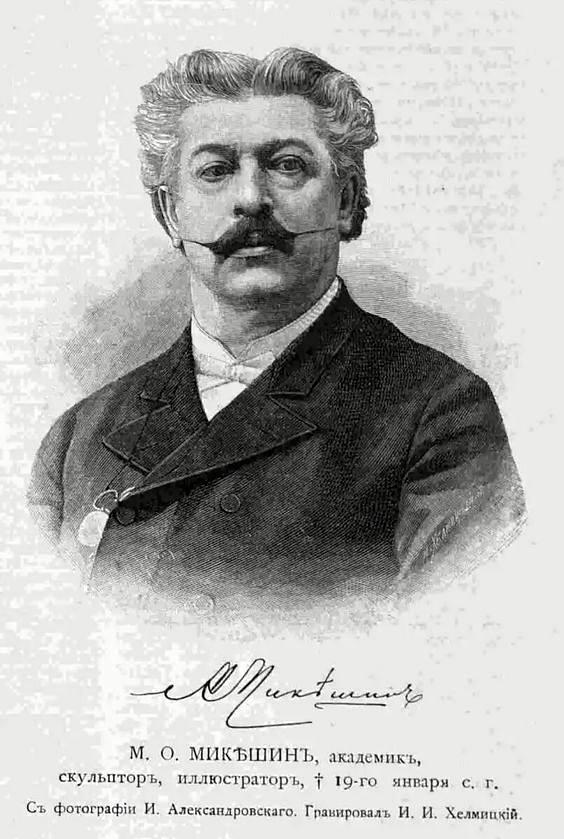
Портрет з автографом. Гравюра (з фото) ~1896 г. (посметрне видання)
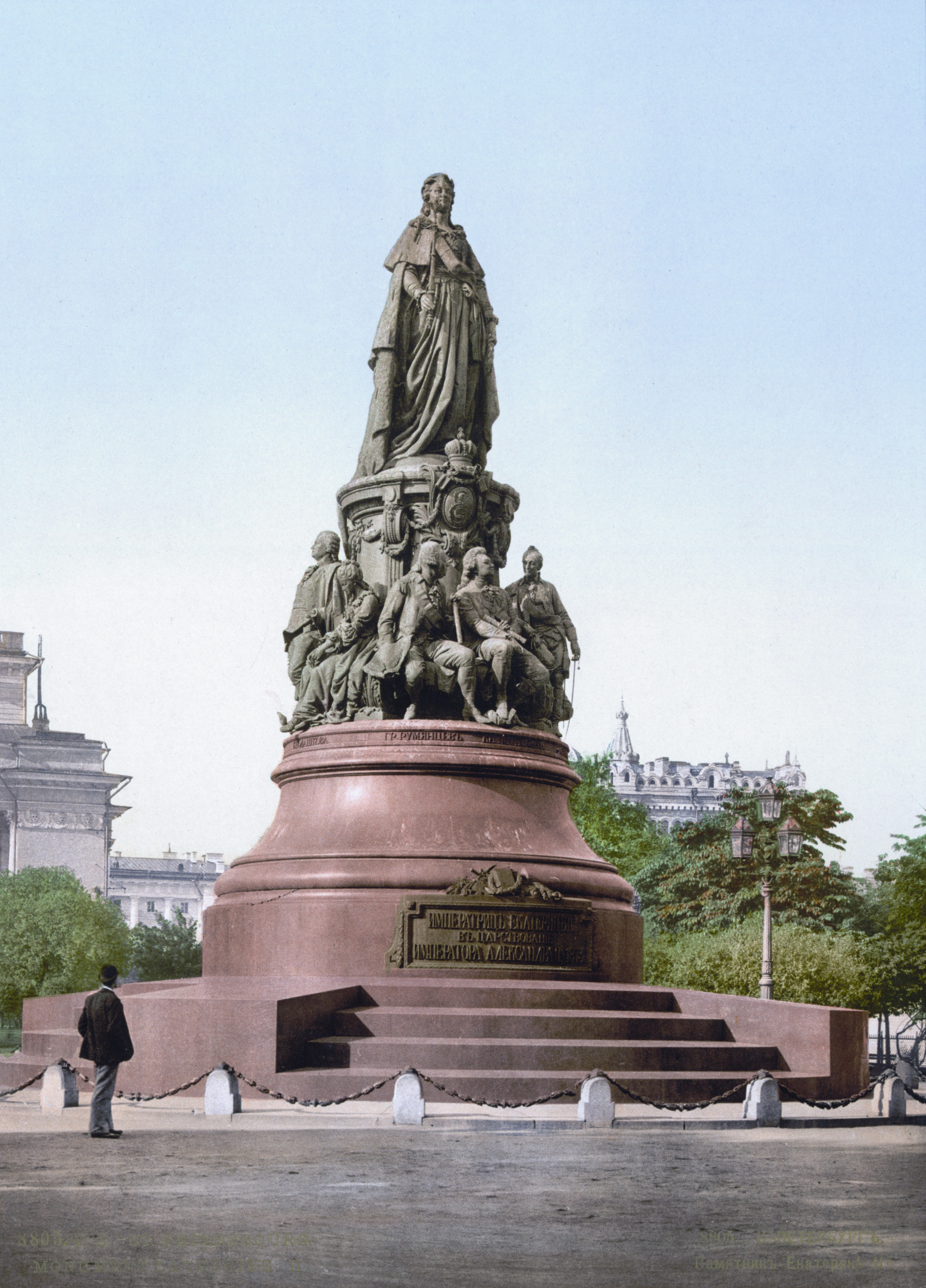
Пам'ятник Катерині II в Санкт-Петербурзі[ru] (1873)
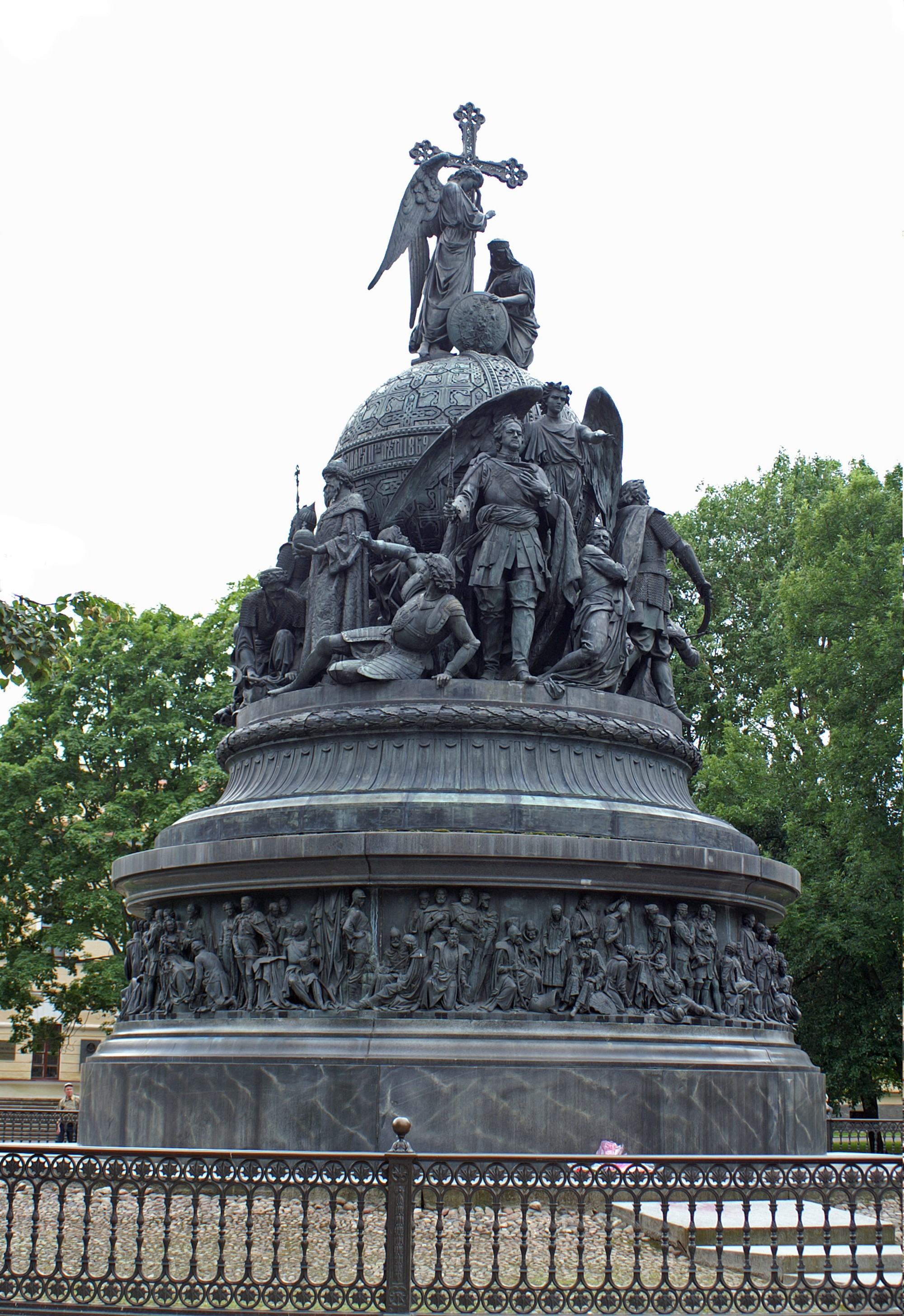
Памятник Тисячоліття Росії у Новгороді (1862)
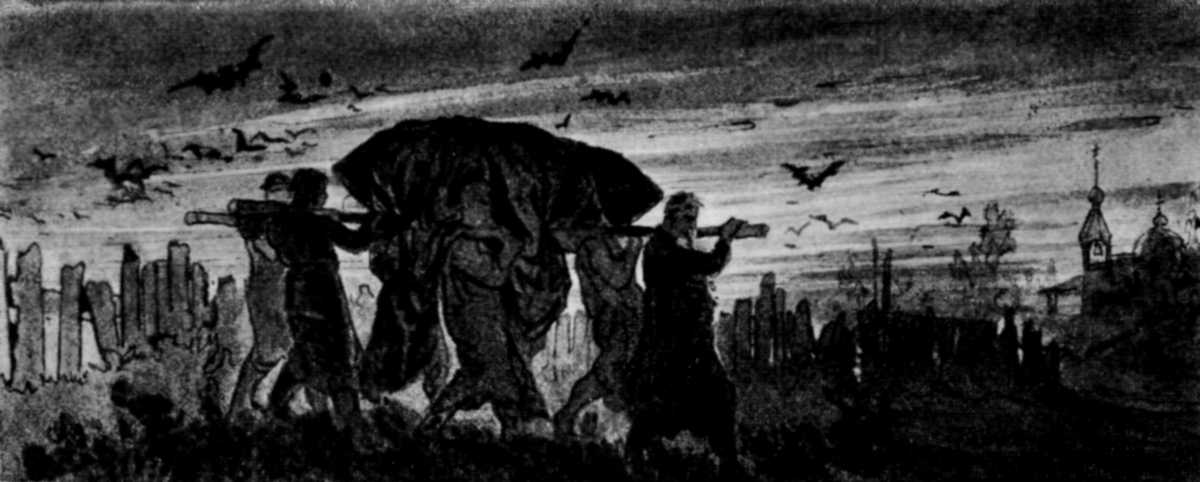
Гроб панночки несут в церковь "Вій" (1872)
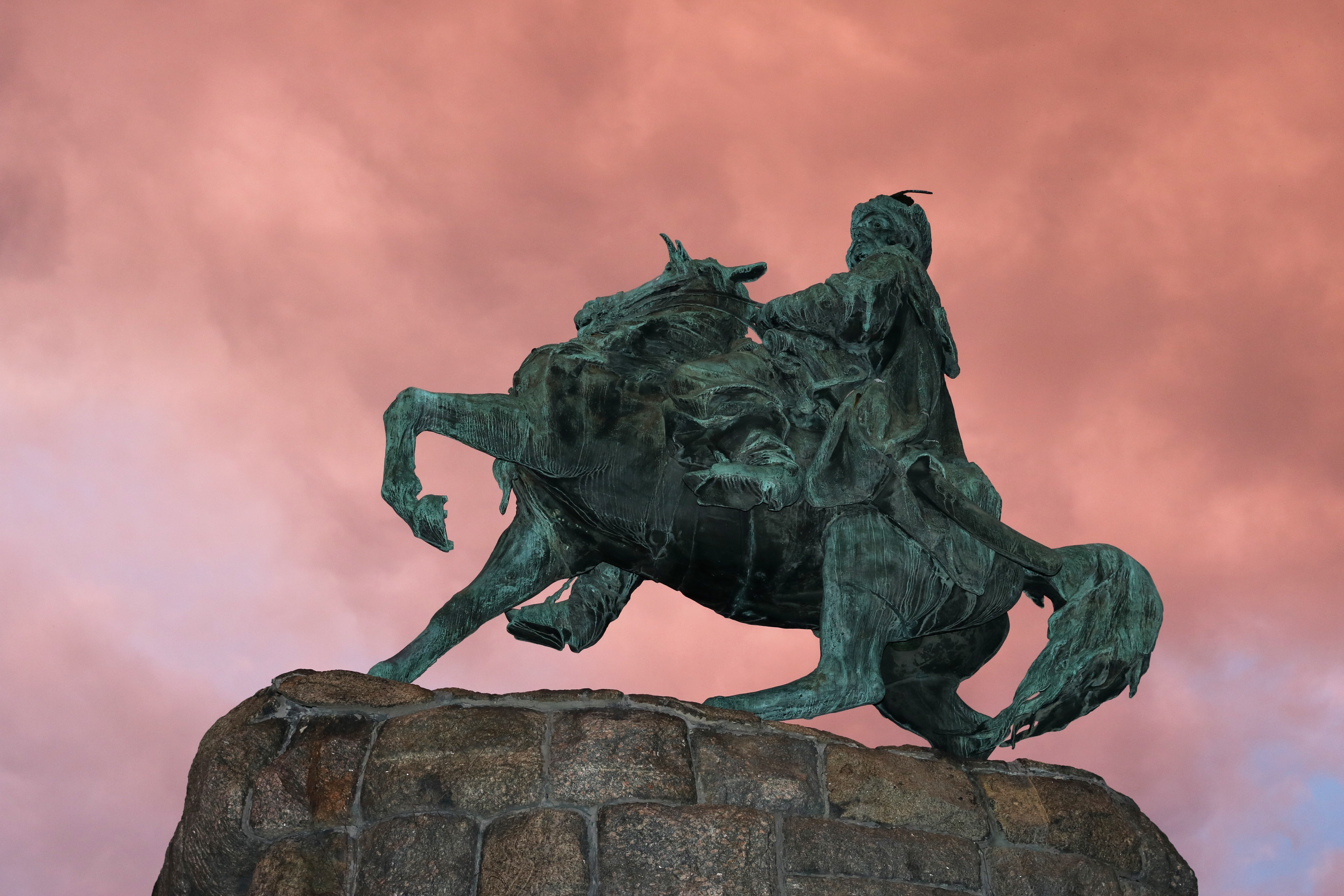
Пам'ятник Богдану Хмельницькому (Київ) 1888
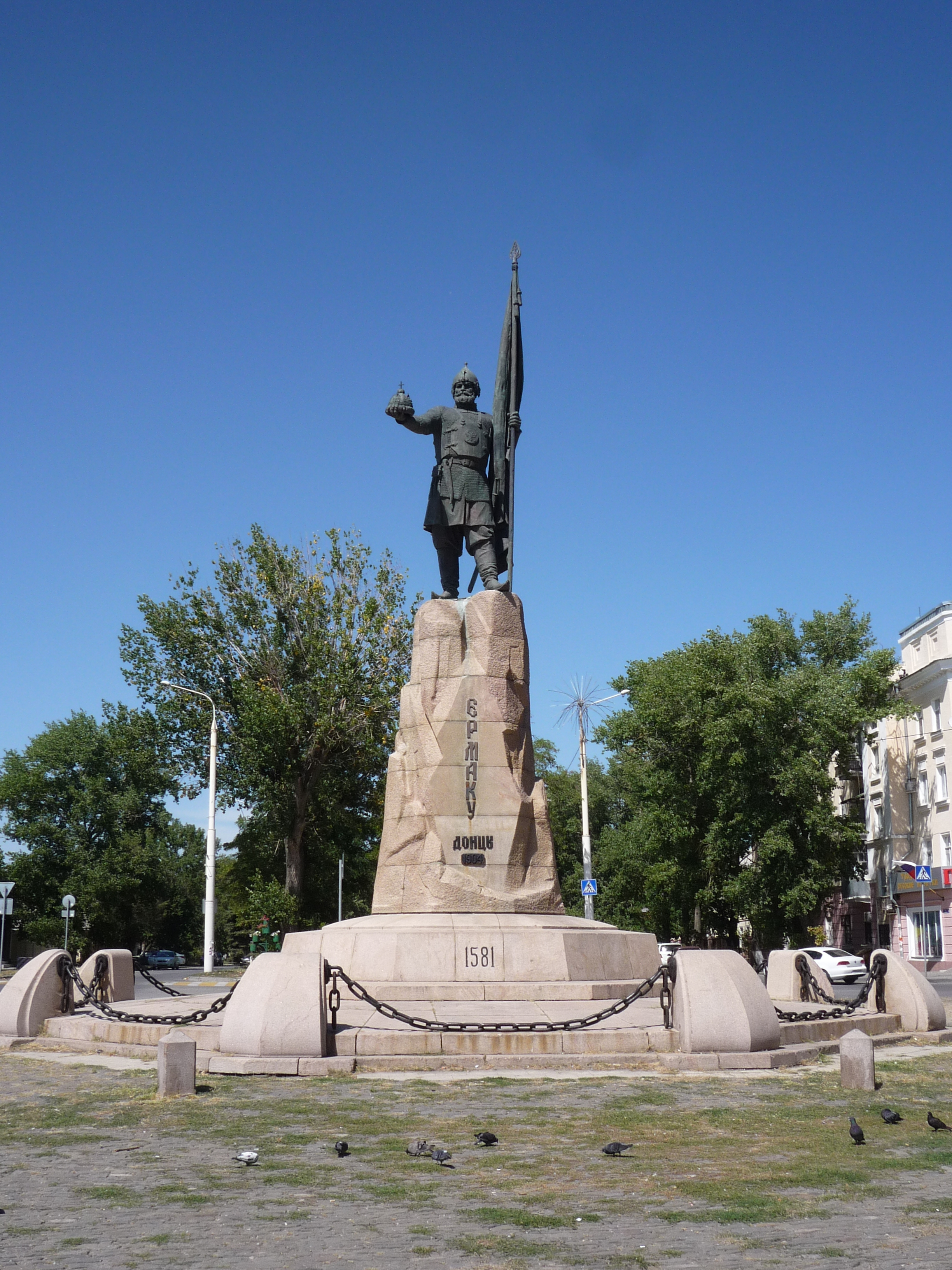
Пам'ятник Єрмаку (Новочеркаськ)[ru]
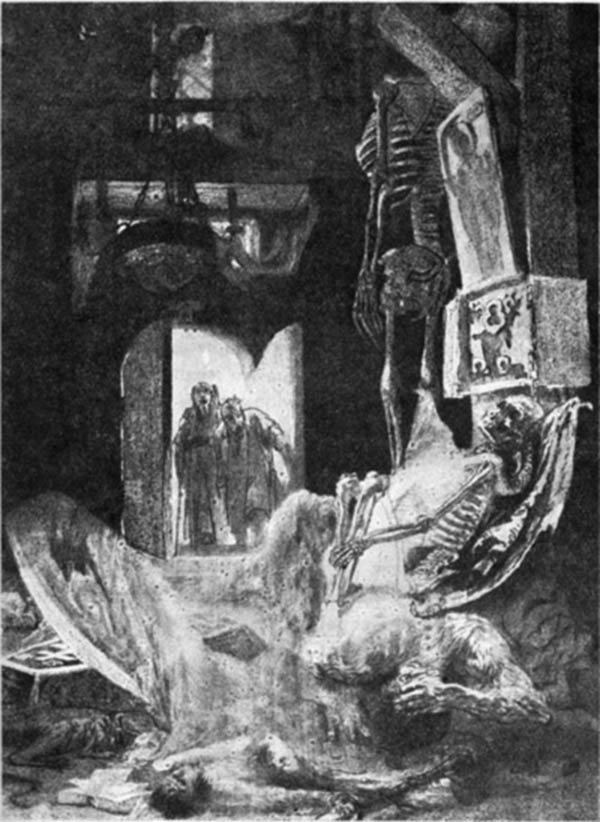
Сцена в церкві з "Вія" Миколи Гоголя
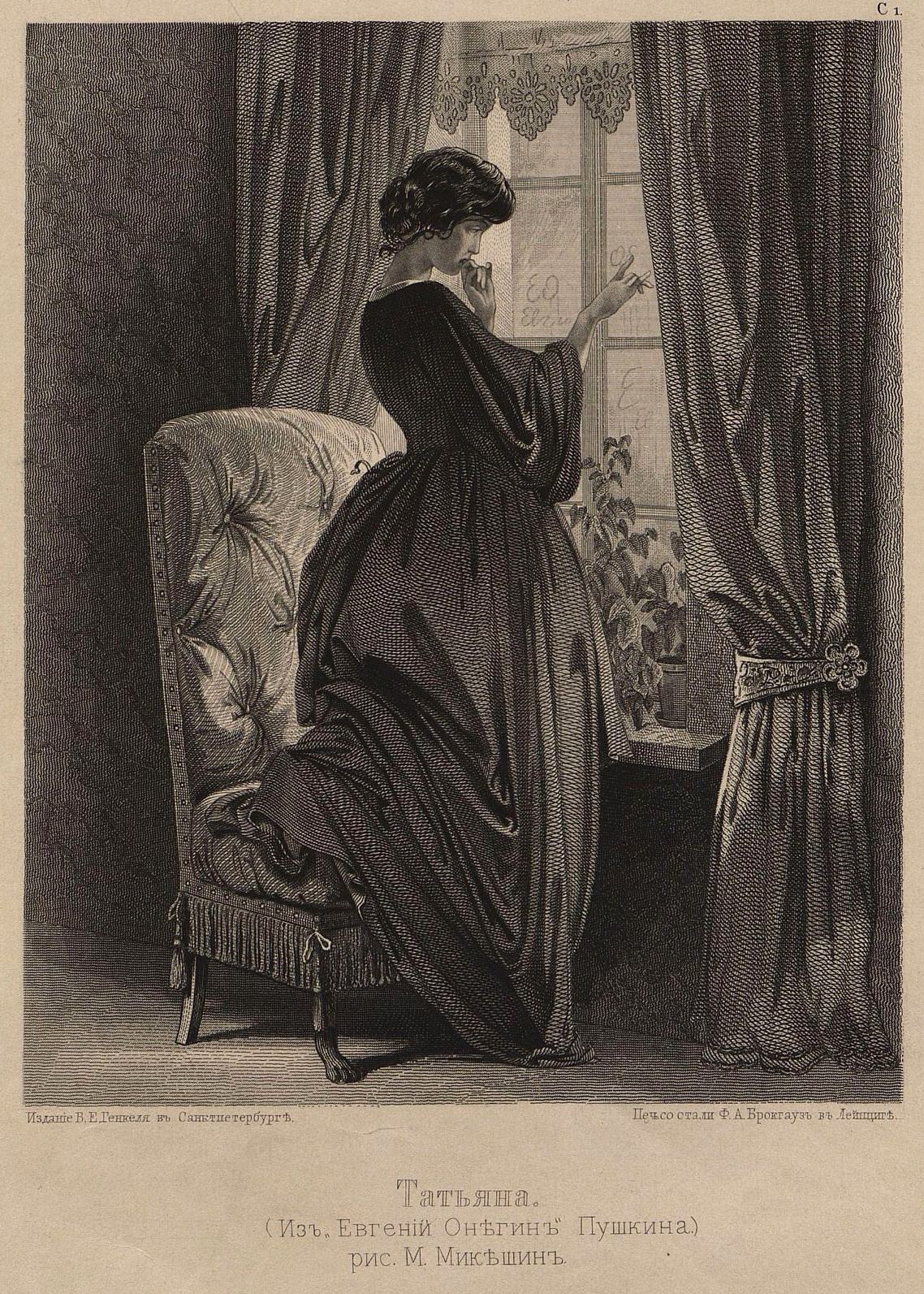
Тетяна "Євгеній Онєгін" (1865)
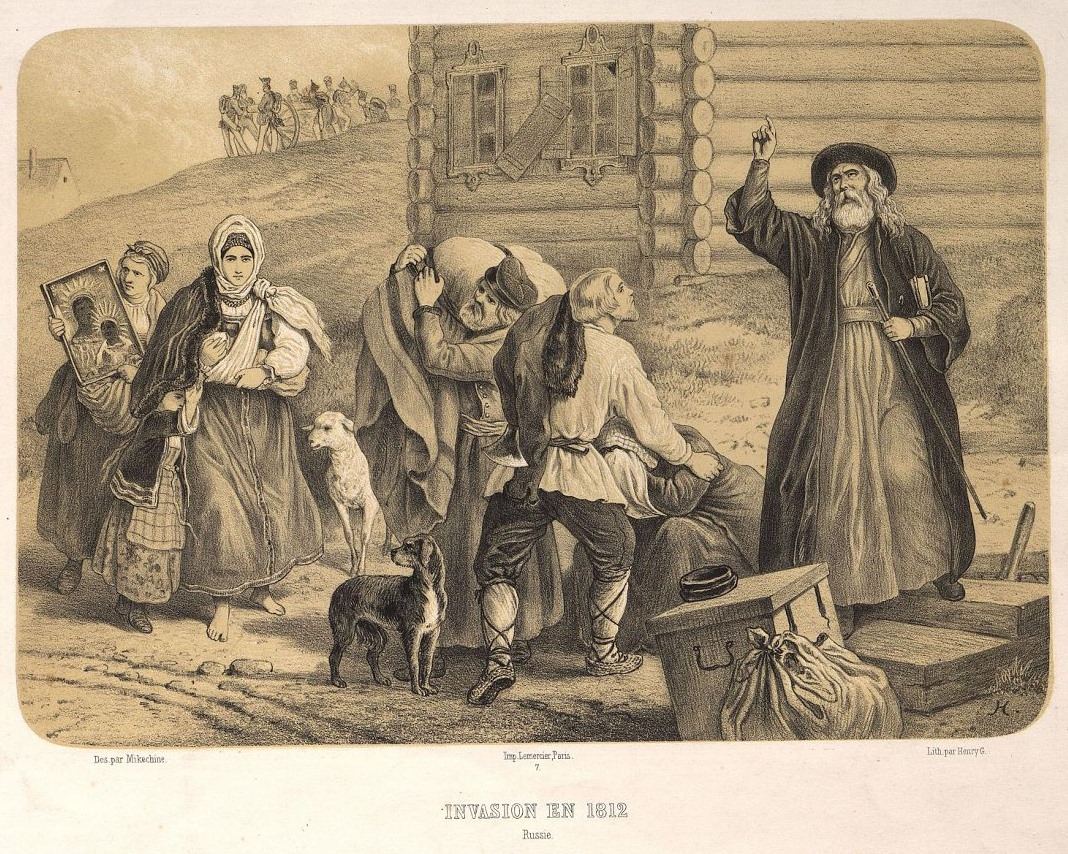
Вторгнення французів 1812 року (1858)
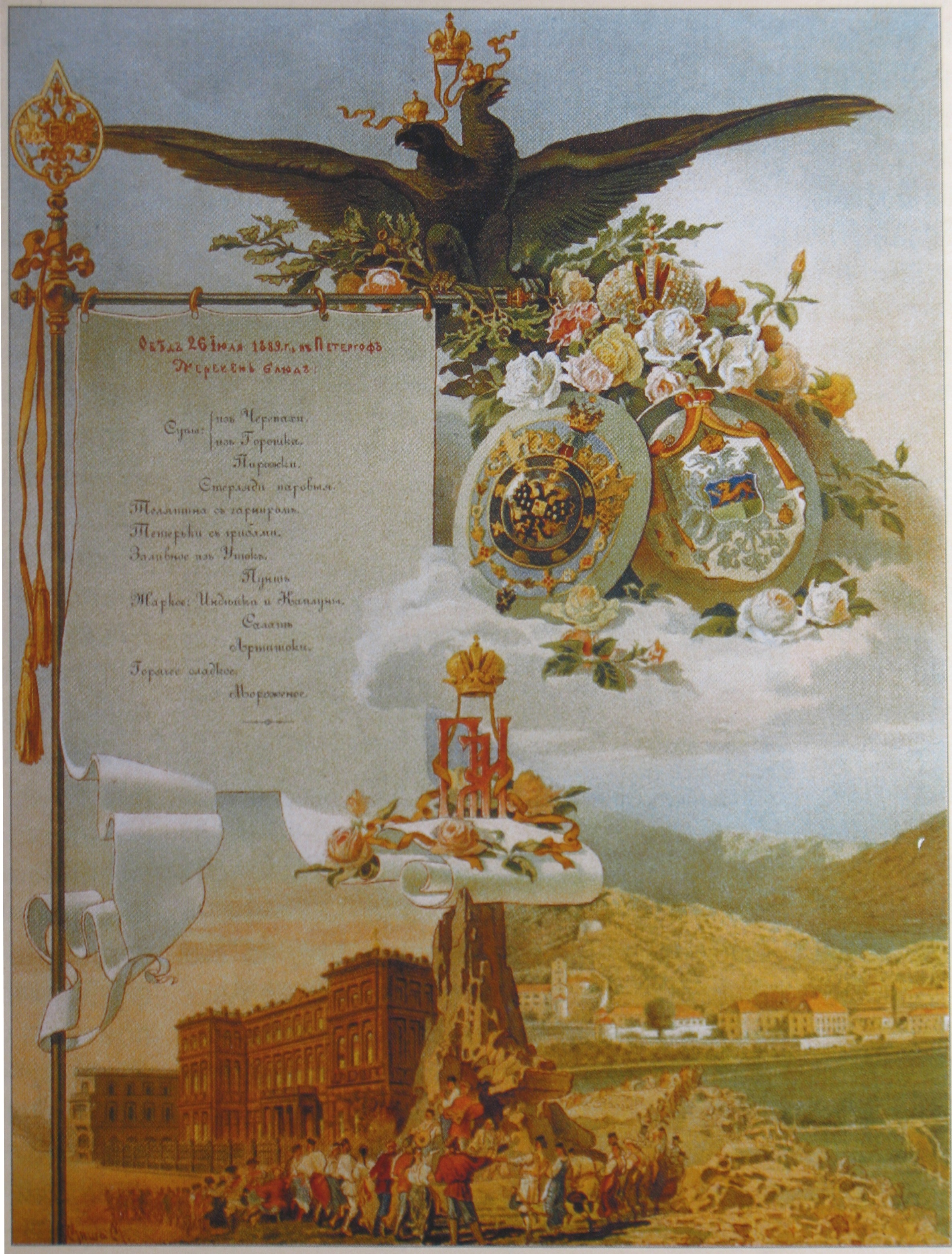
Меню весілля вел.князя Петра Миколайовича з княжною Чорногорскою (Петергоф, 26.07.1889)
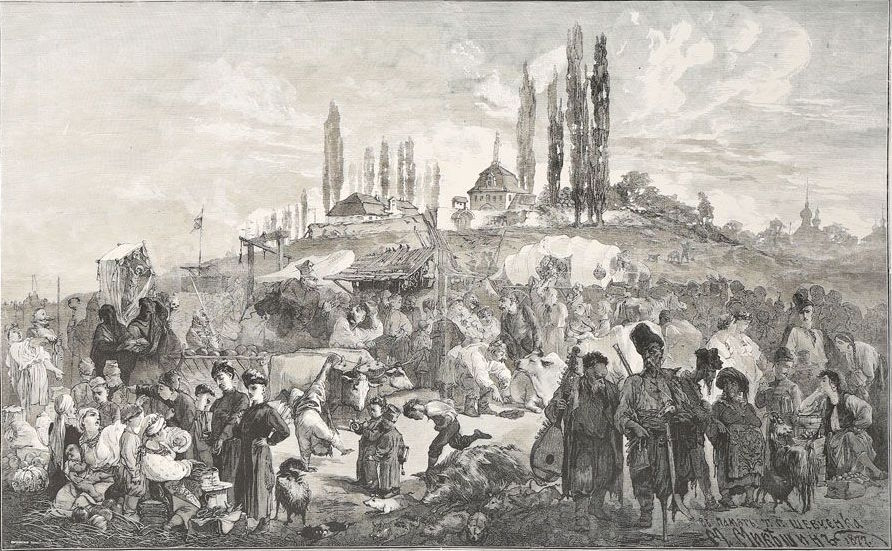
Базар (1877, з ілюстрацій до повісті М.В. Гоголя "Вій")
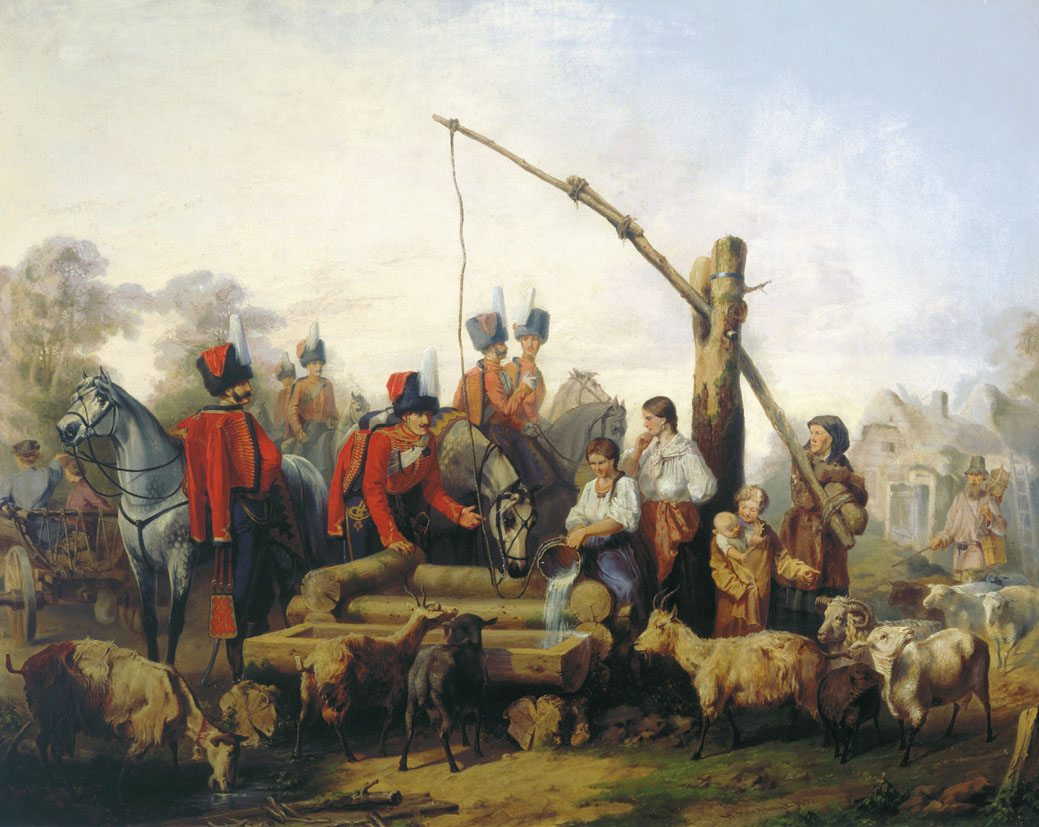
Лейб-гусари у водопою (1853)
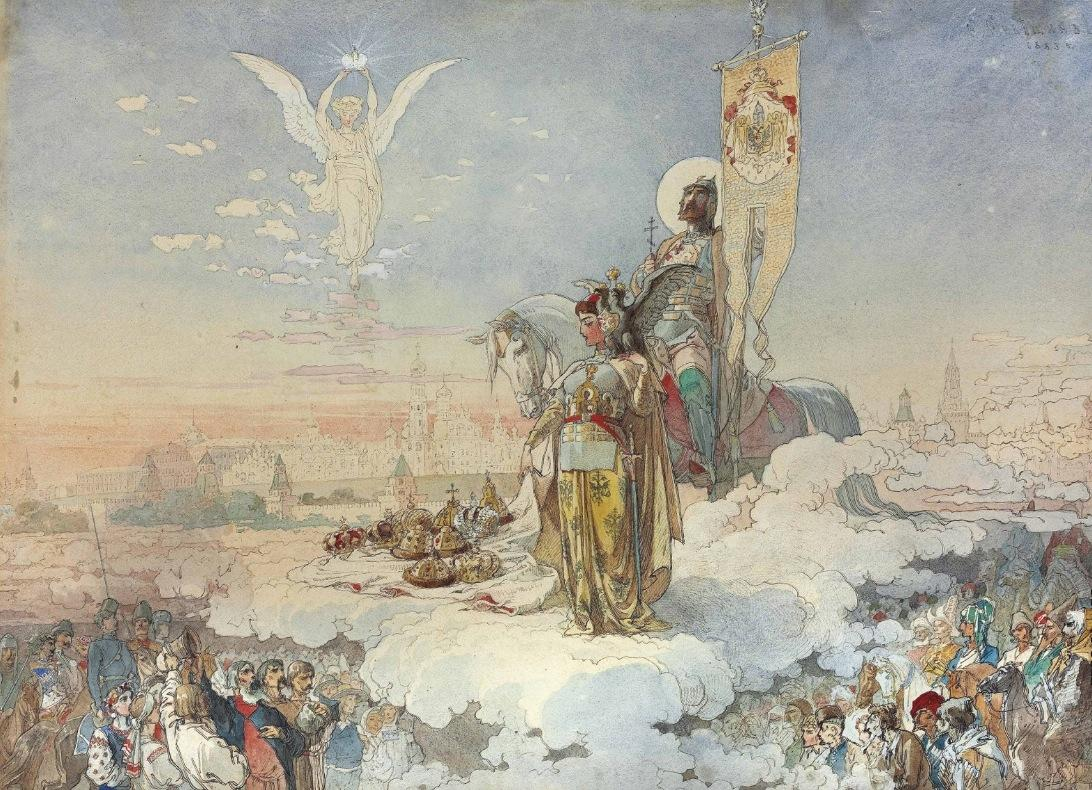
Коронація Олександра III (1883)
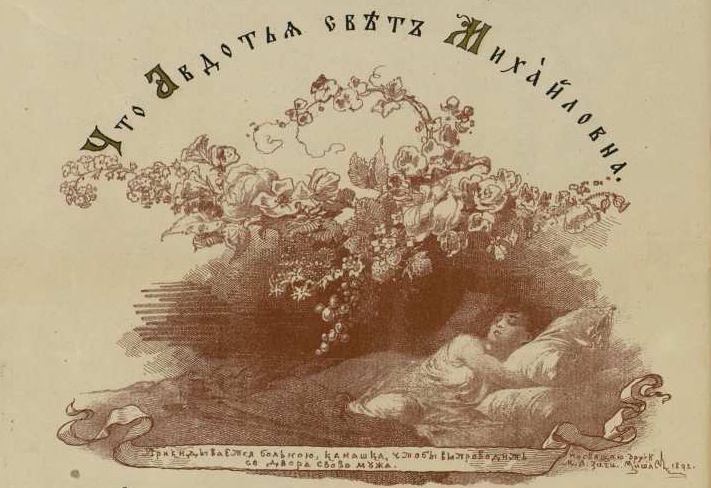
Прикидывается больною, чтобы выпроводить со двора своего мужа (1892) Ілюстрація з книги "Богатый гость Терентьище" А.Н. Будищева[ru]
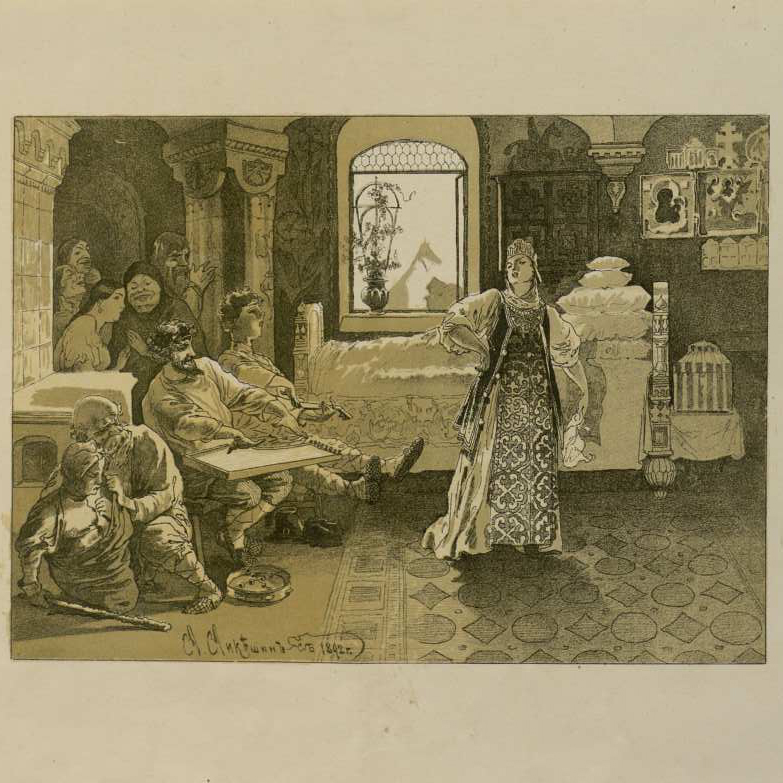
Авдотья пошла в пляс, 1892 г. Иллюстрация из книги "Богатый гость Терентьище" А.Н. Будищева
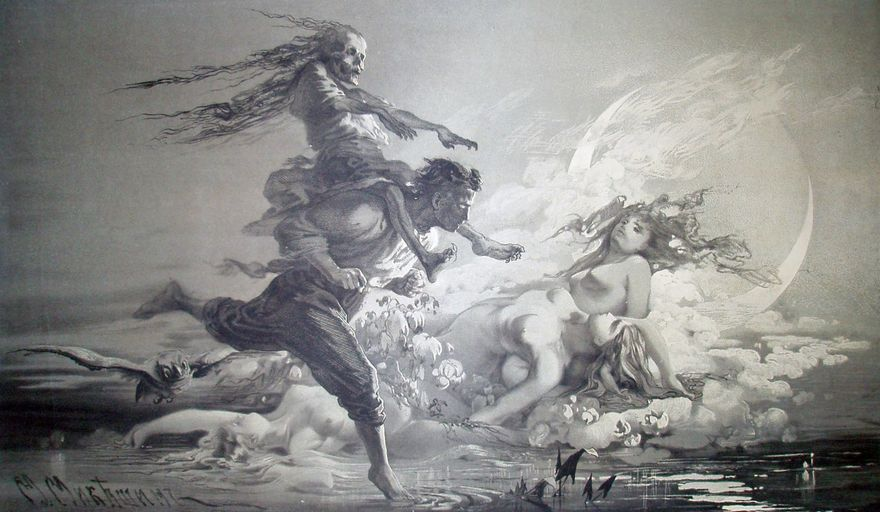
Відьма на Хомі Бруті (кінец XIX ст) З повісті М.В. Гоголя "Вій".
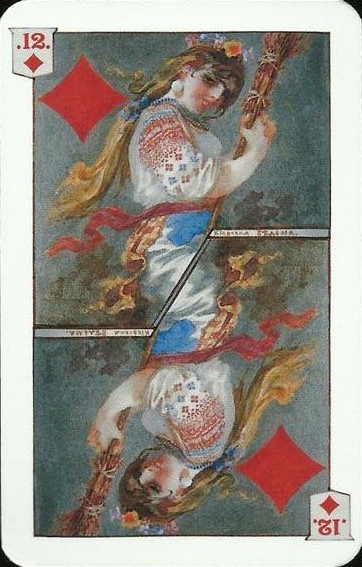
Київська відьма. Гральні карти 1890
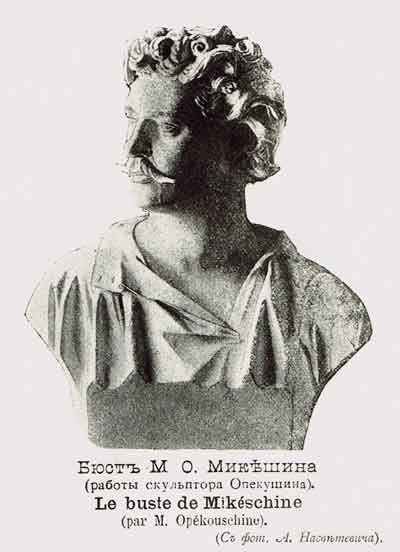
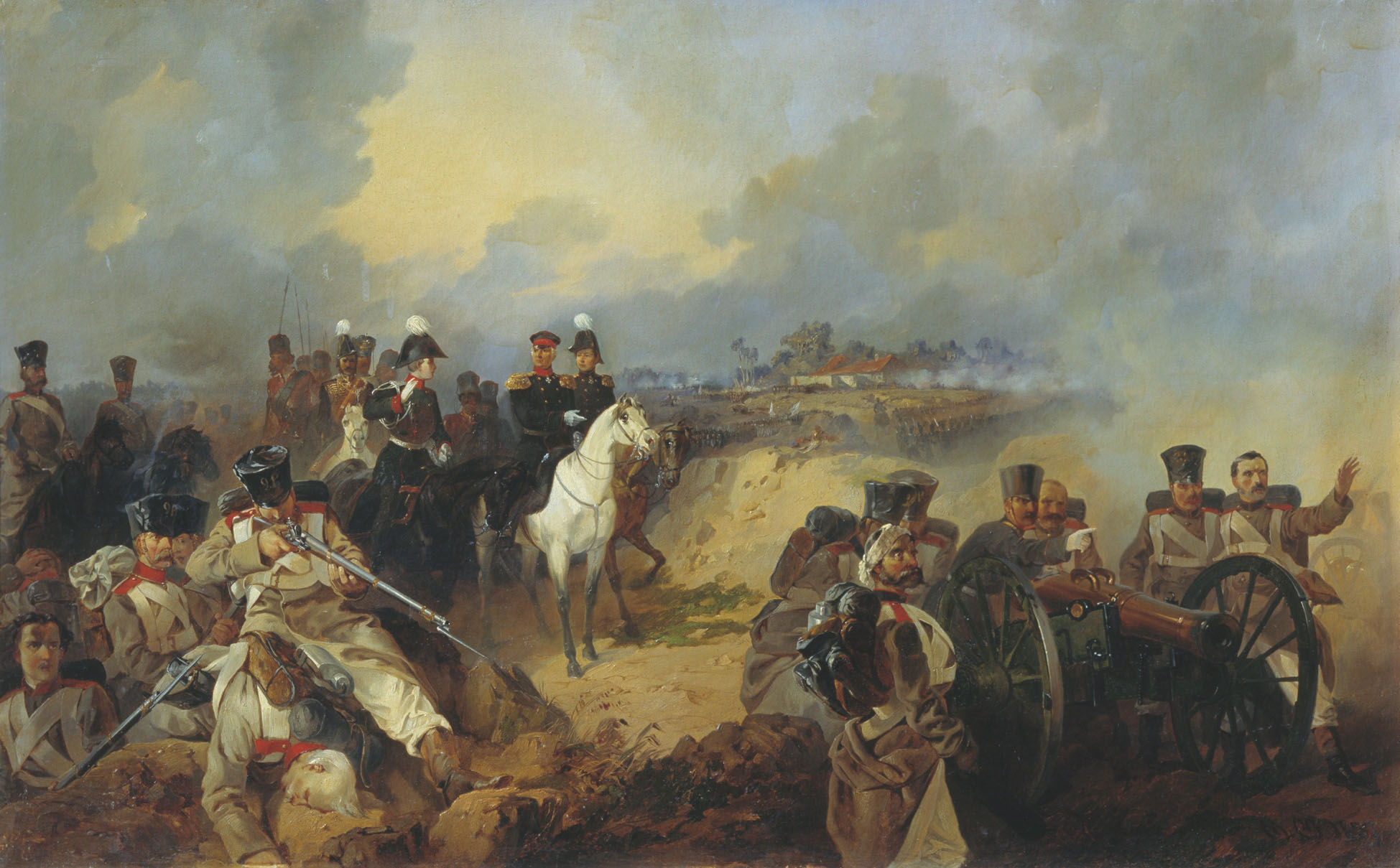
Сражение при Монмирале[ru] 1857
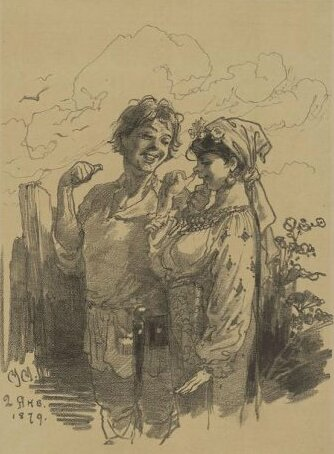
Белорусские типы (1879)
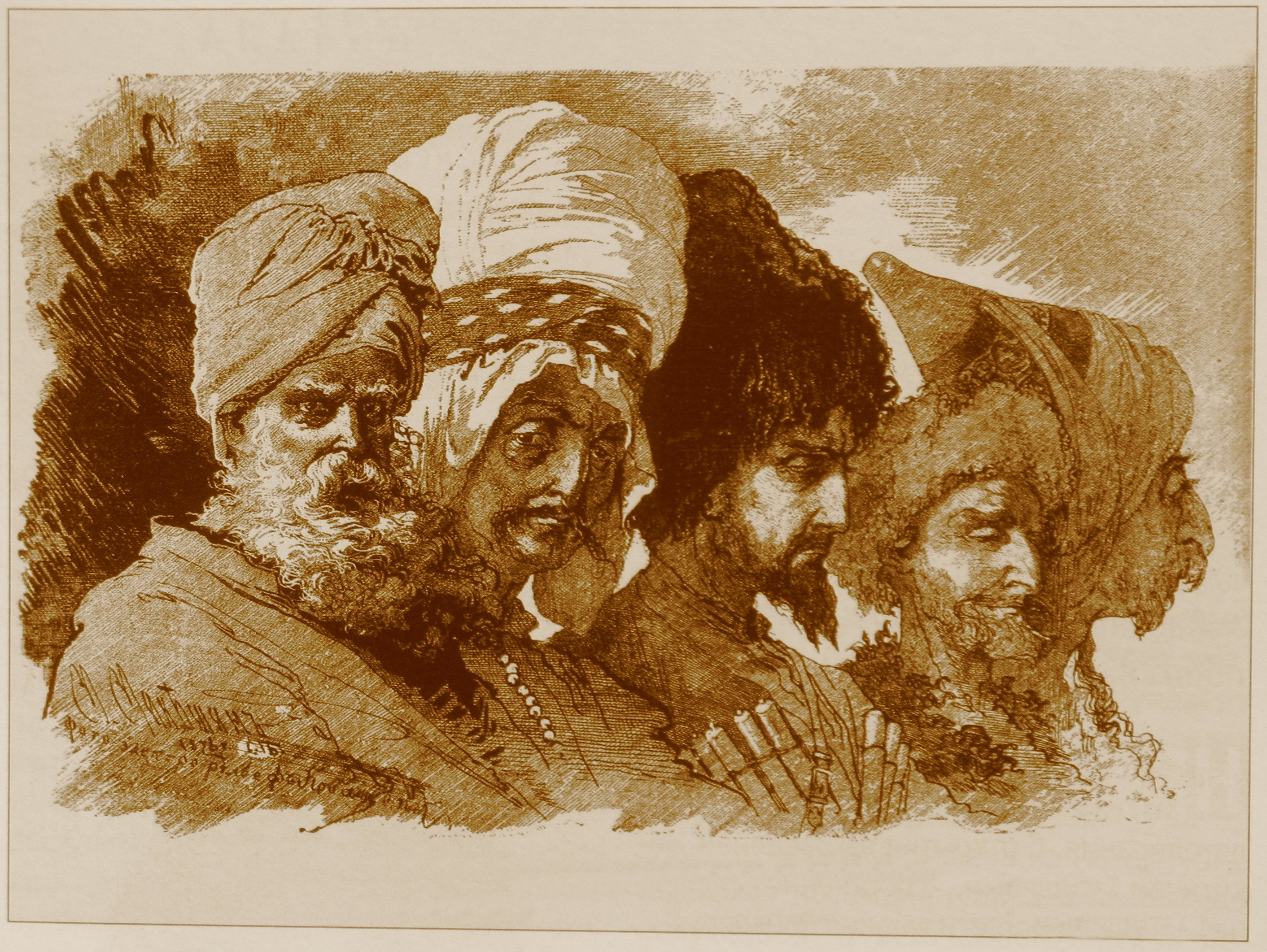
Типы и виды Кавказа и Малой Азии (1876)
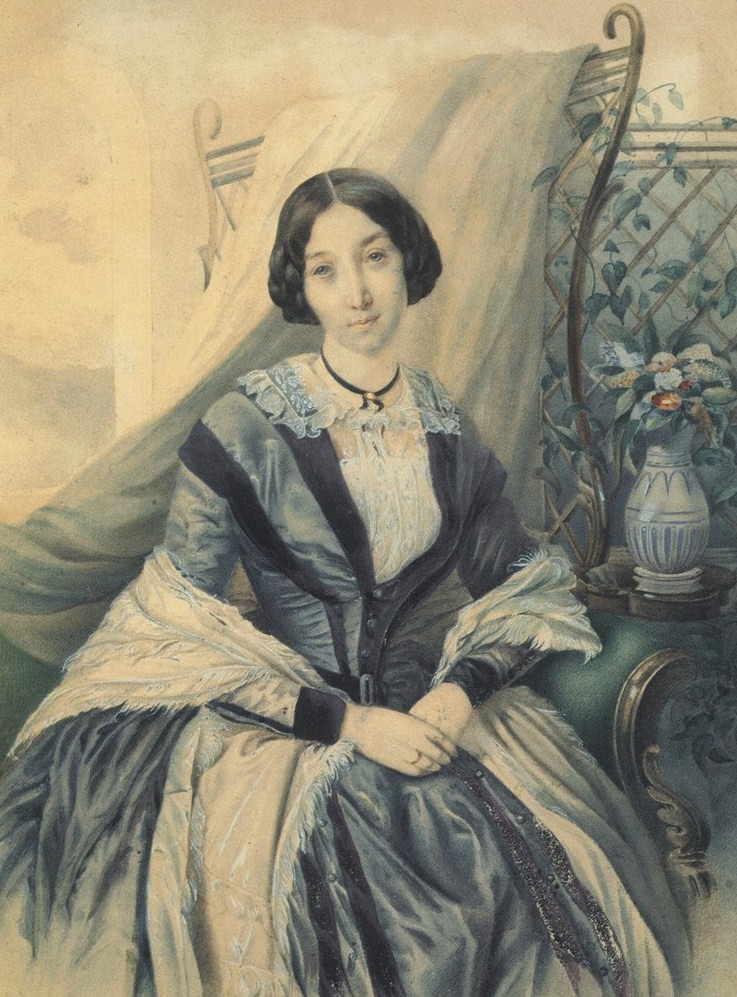
Вера Дмитриевна Вонлярлярская, урожд. Полторацкая (1812–1872)
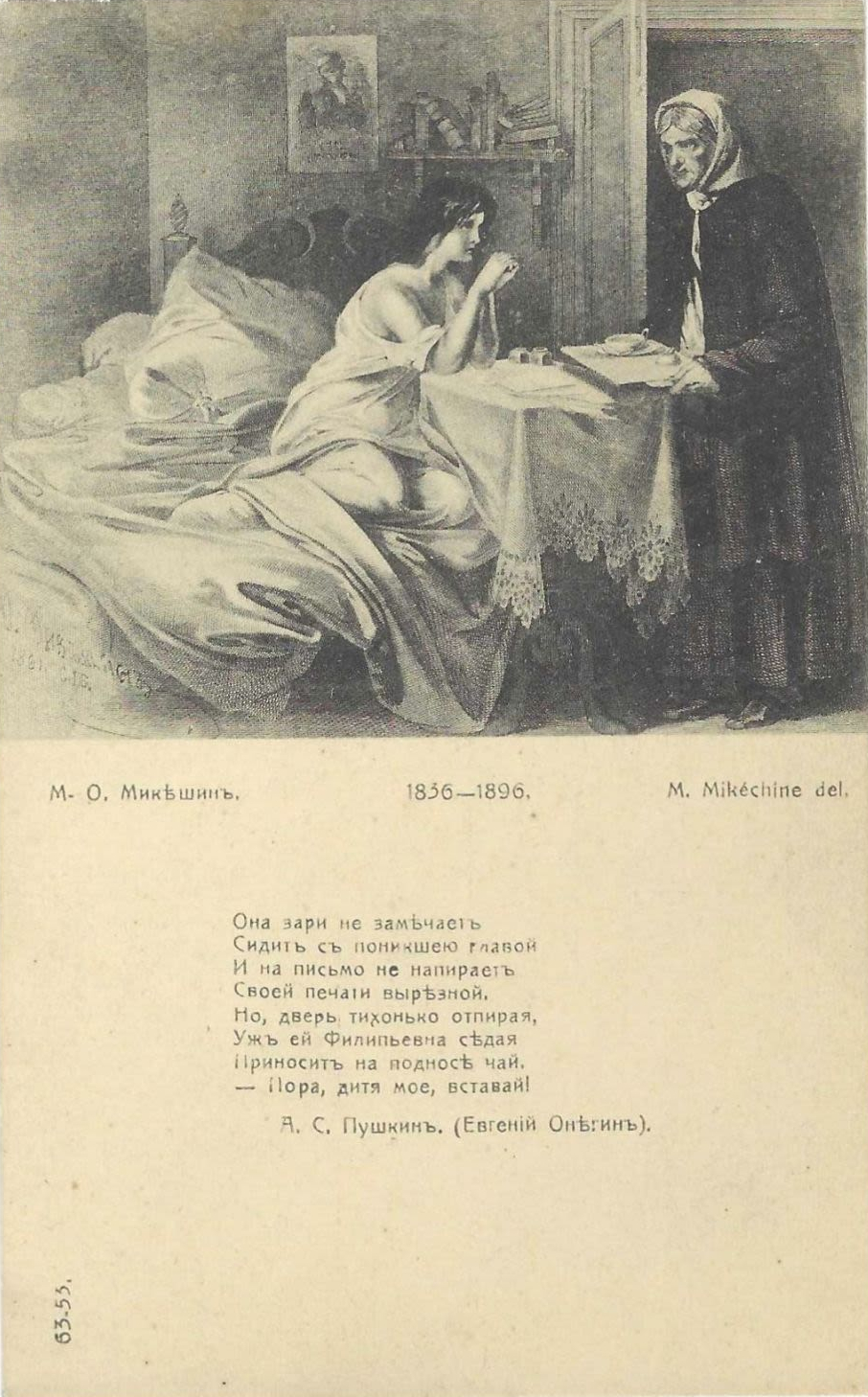
"Евгеній Онєгін" Открытка «В пользу общины св. Евгении» - 63-53. М. О. Микешин. 1836-1896. Фототипия и Тип. Дресслера.
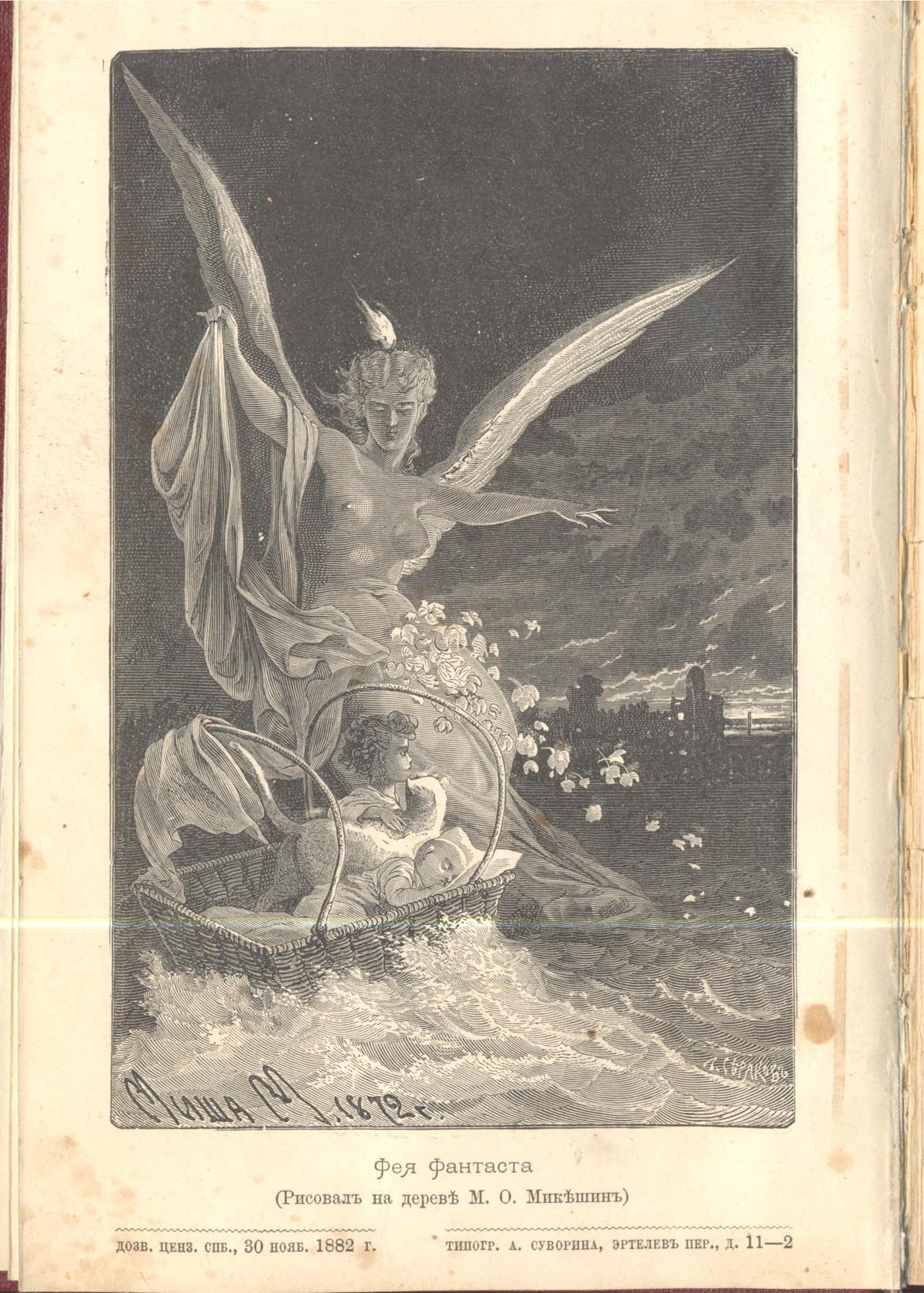
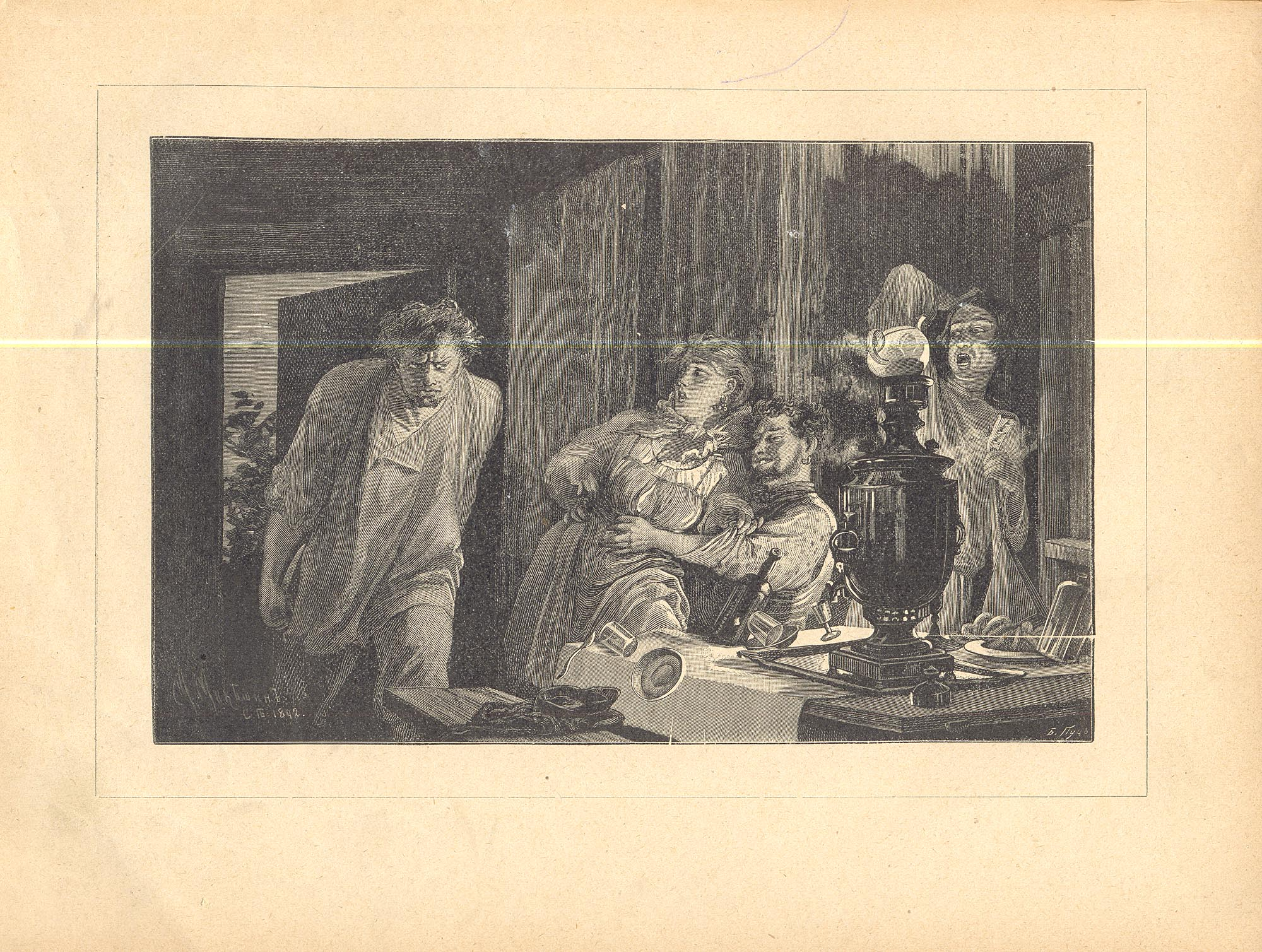
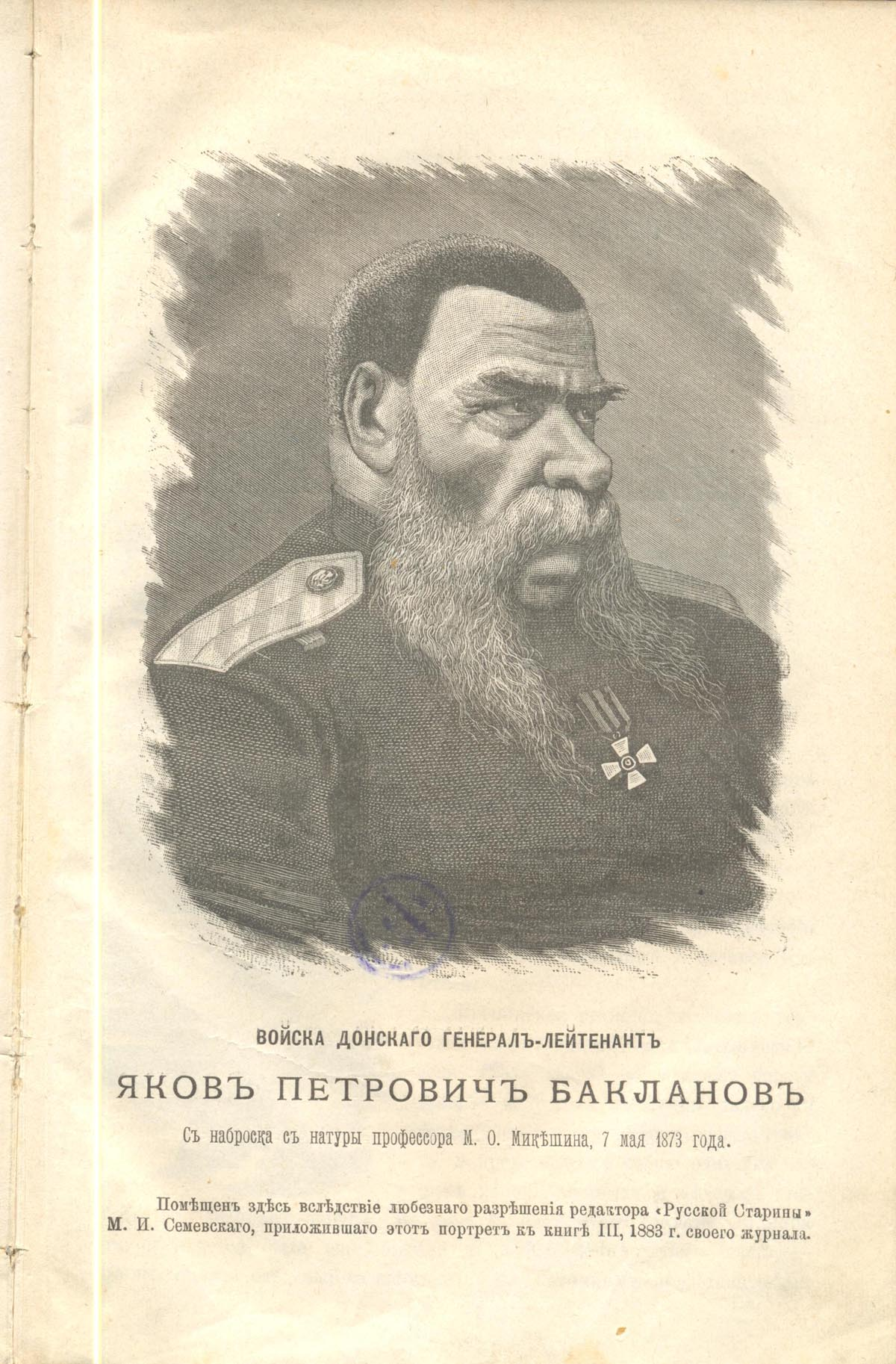
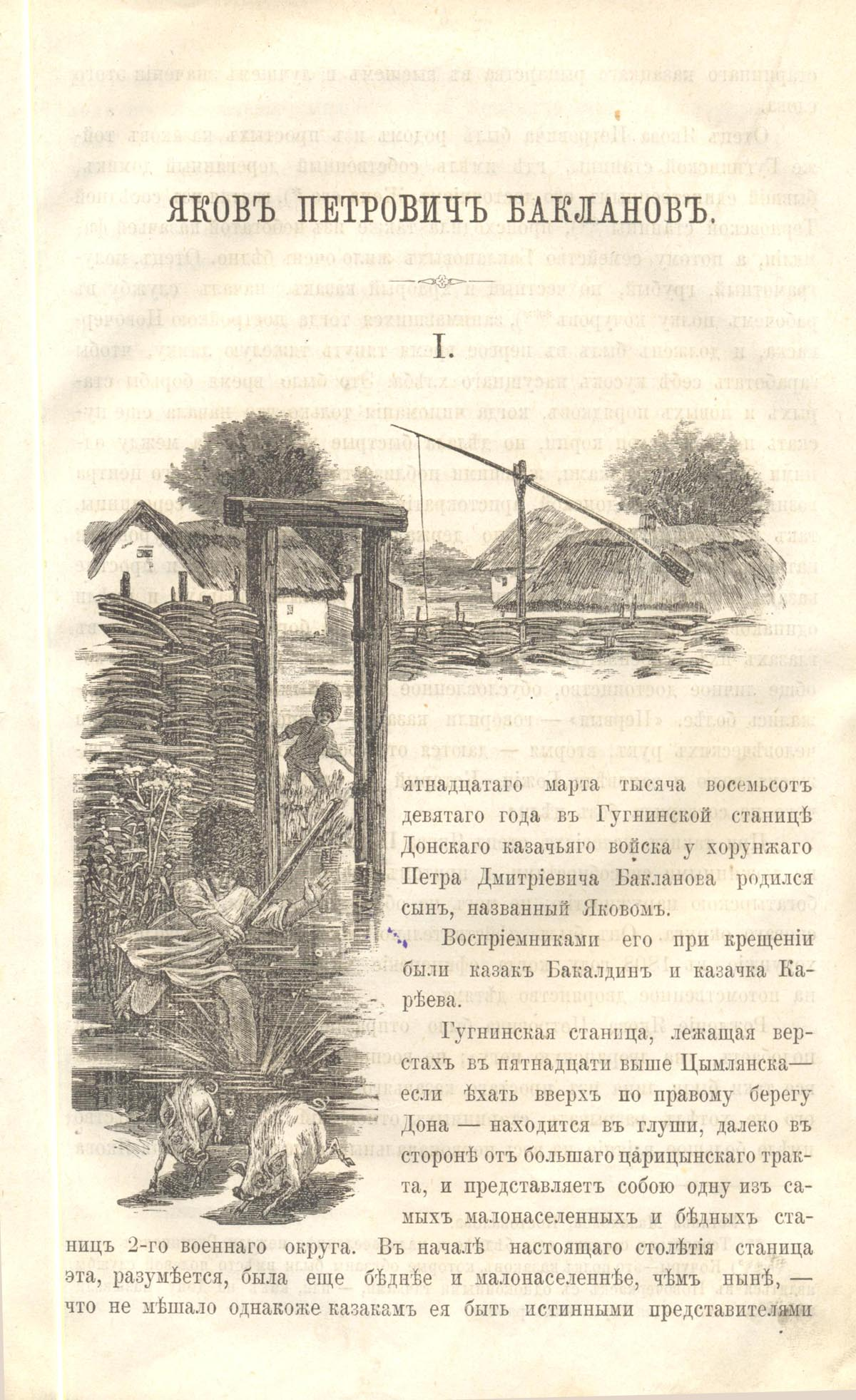
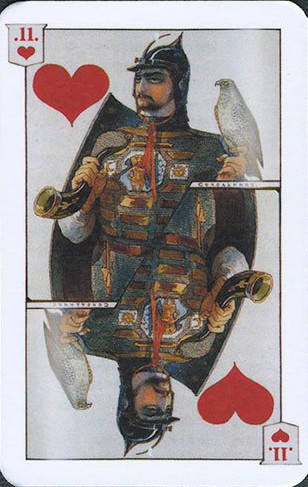
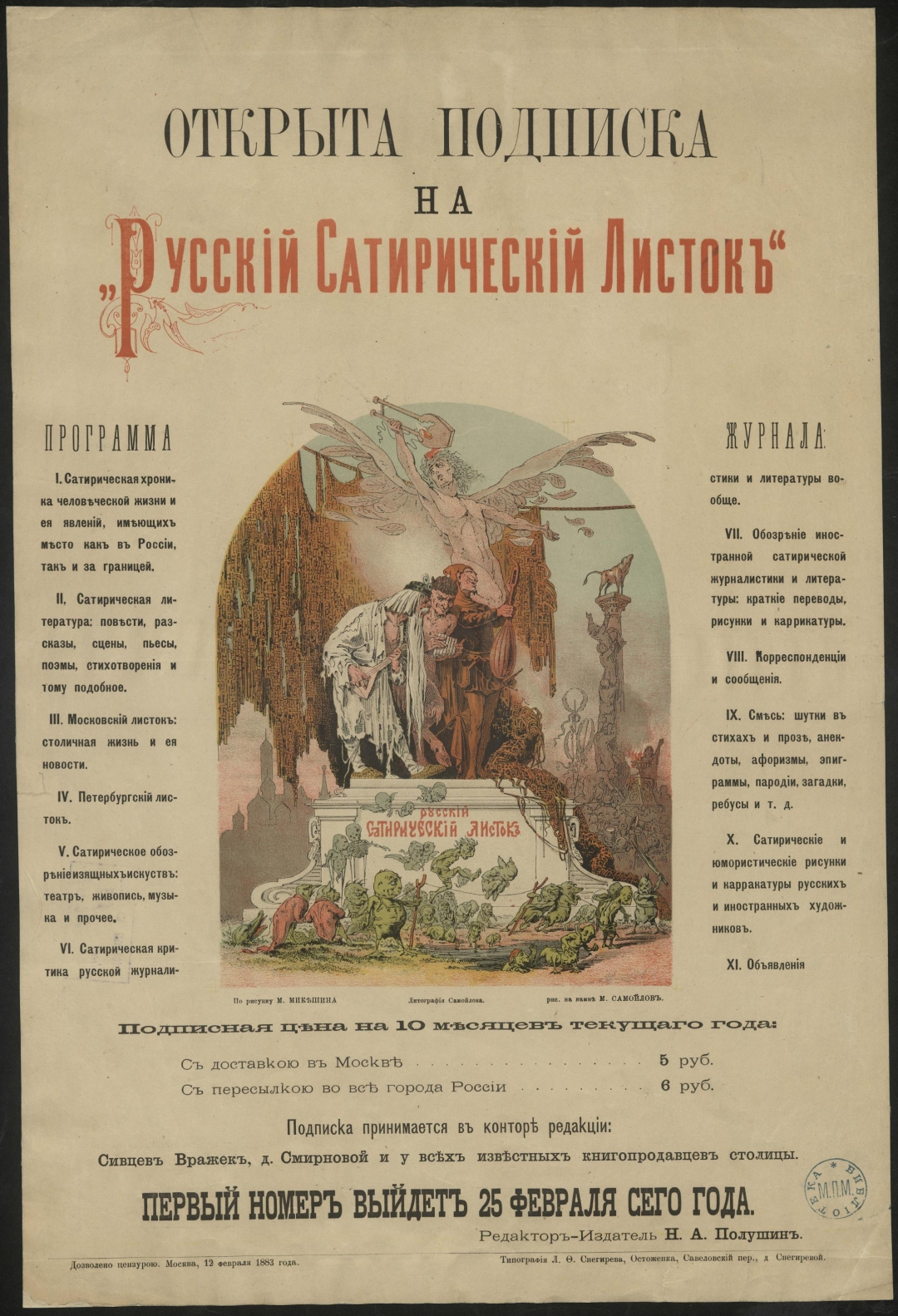
Русский сатирический листок[ru] 1883